# Albufera de Adra

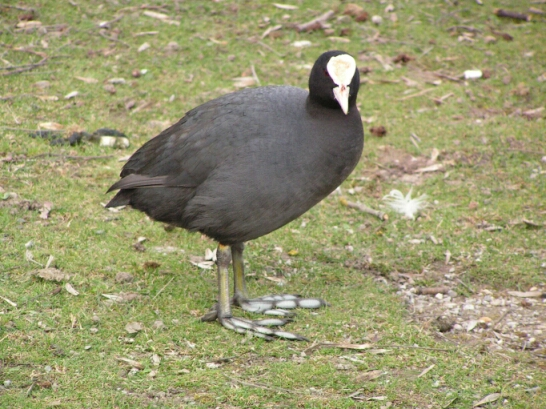
Focha.

Las albuferas de Adra se localizan en la costa suroccidental de la provincia andaluza de Almería (España), dentro del término municipal de Adra, entre Puente del Río y la playa de Balanegra. Calificadas y catalogadas por la Consejería de Medio Ambiente como Reserva Natural el 28 de julio de 1989. En el año 2002, es declarada como zona de especial protección para las aves (ZEPA) y en 2015 como Zona Especial de Conservación (ZEC).

## Historia
Tienen su origen en el aislamiento de bahías litorales que se cerraron al mar por aportes sedimentarios, dando lugar a lagunas costeras. Ya en el año 1751, se tenía constancia de la existencia de la albufera Honda, siendo en los años treinta del siglo pasado cuando se aísla del mar la albufera Nueva. Este último proceso se produjo como consecuencia de la desviación del curso del Río Adra y la construcción del puerto pesquero de la ciudad. Ambos hechos provocaron un cambio en la dinámica litoral, alterando ésta el perfil del delta del río.
La extensión de las lagunas y su vegetación de orla es de 75 hectáreas; 13 ha corresponde a la albufera Honda, 29 pertenecen a la albufera Nueva, 11 pertenecen a vegetación, las 38 restantes son el área de amortiguación. En épocas anteriores a la introducción de cultivos intensivos, las albuferas estaban rodeadas de extensos arenales y restos de dunas, de las que aún quedan depósitos al norte de la carretera general. En estos arenales, fijados por la vegetación, existen zonas deprimidas que se inundaban en invierno y primavera, instalándose una comunidad hidrófila de gran extensión superficial, que era hábitat idóneo para muchas especies de animales, sobre todo aves, que obtenían refugio y un lugar apropiado para su reproducción.

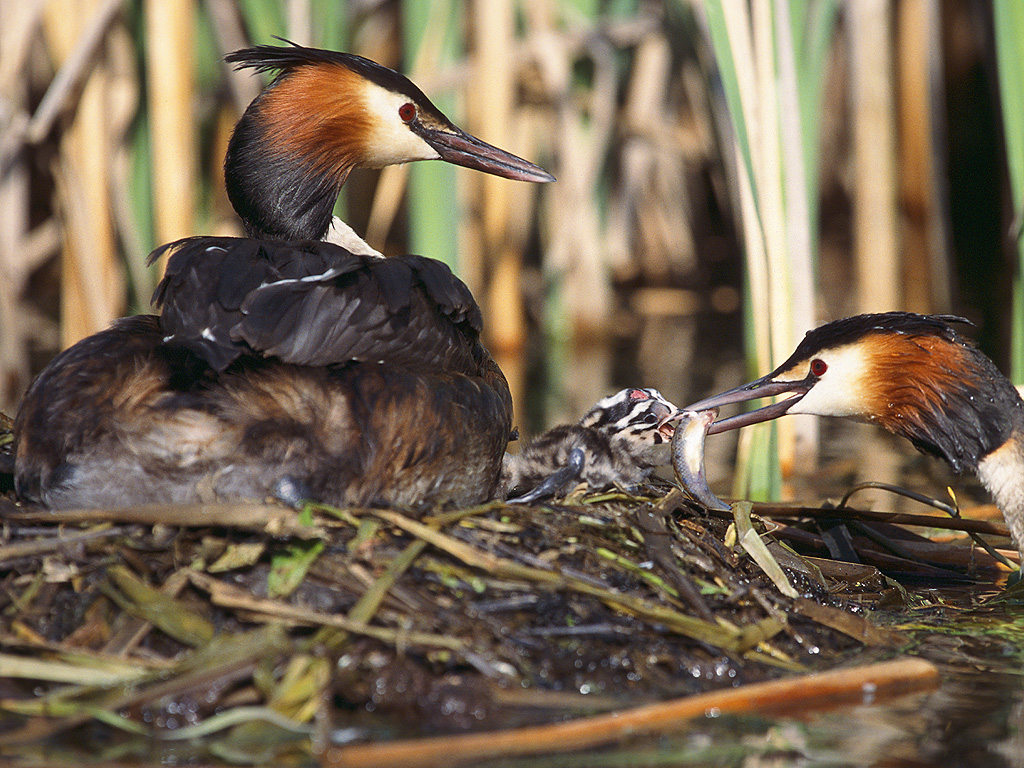
Somormujo lavanco.

## Clima

### Fauna
Existe una variedad de más de 140 especies de aves; destacan la malvasía cabeciblanca, pato buceador amenazado mundialmente, que utiliza las Albuferas de Adra como principal zona europea para su invernada y reproducción; el ruiseñor bastardo; el carricero común y tordal; el somormujo lavanco; la focha común, el Ánade azulón, y también peces como el fartet.

### Flora
Existe una espesa vegetación de orla que rodea las lagunas entre las que destacan los carrizales y cañaverales, donde aparecen también la masiega y el lirio amarillo. Existen una serie de plantas acuáticas de notable interés como Potamogenum pectinatus, Chara pedunculata y Myriophullum spicatum.

## Problemas medioambientales
La agricultura intensiva es la principal amenaza a la reserva natural, ya que ejerce una presión extrema sobre las lagunas, las cuales se encuentran literalmente asfixiadas entre los invernaderos. Un ejemplo son las 29 toneladas de residuos recogidos en una limpieza en el año 2016. Los constantes vertidos a las propias lagunas o a las ramblas que desembocan en las mismas, ha producido unas carencias de oxígeno en el agua con la consiguiente muerte masiva de peces. Desde el año 2015, se está registrando una progresiva pérdida de aves. En abril de 2020, se produce un incendio en el interior del paraje que afecta al cañaveral, arrasando 4 hectáreas del mismo.

## Rodajes cinematográficos
Las albuferas han acogido el rodaje de dos películas:
- Mando perdido: Simulaba una zona pantanosa Indochina entre los cañaverales.
- Sol rojo.